# Moroz Records
Moroz Records (russisch Мороз Рекордс), kurz Moroz ist ein russisches Tonträgerunternehmen. Es wurde 1992 von Alexander Moros (engl. Transkription: Moroz) gegründet.
Nachdem das Label zunächst auf Aufnahmen aus dem Metal-Genre spezialisiert war, erweiterte sich die stilistische Bandbreite der Firma im Laufe der Jahre. Bekannteste Künstler der Firma sind die Bands Arija, Kino, Nautilus Pompilius sowie Alla Pugatschowa. Mittlerweile wurden auf dem Label über 400 Alben veröffentlicht. Ein großer Erfolg war die Sampler-Reihe Legendi russkogo roka (Легенды Русского Рока), die jeweils die wichtigsten Bands der russischen und sowjetischen Rockmusik vorstellt. Von diesen Samplern sind seit 1996 insgesamt neun Ausgaben erschienen, die aus jeweils 6 CDs bestehen, von denen jede einer bestimmten Band gewidmet ist.
Zur Firma gehören neben Moroz Records auch die Unterlabels General Records, Moroz Video und ASP Records.